# Болдырева, Екатерина Михайловна
Болдырева, Екатерина Михайловна — российская певица, автор-исполнитель.

## Биография
Екатерина Михайловна Болдырева родилась 6 октября 1975 года в Казани.Образование: детская музыкальная школа по классу скрипки. В 2000 году окончила Казанскую государственную академию культуры и искусств. В 2003—2008 гг. жила в Москве. В 2008 году с отличием окончила московский Институт современного искусства (ИСИ) по специальности «эстрадно-джазовый вокал». Играет на скрипке, гитаре, блокфлейте. В 1978 году было первое выступление с песней «До свиданья, лето». Сейчас в репертуаре более 300 песен. Выступала со многими коллективами.
Снималась на ТВ в программах «Антропология» Дмитрия Диброва, «Взрослые песни» Дмитрия Широкова, Кабачок «Дежавю» и др. Лауреат Грушинского фестиваля (2002). В 2005 году завоевала «Гран-при» Международного фестиваля авторской песни радио «Шансон» «Здравствуйте, люди». Принимала участие в фестивалях авторской песни Германии и США. Первый концерт авторской песни в Лас-Вегасе.

## Творчество

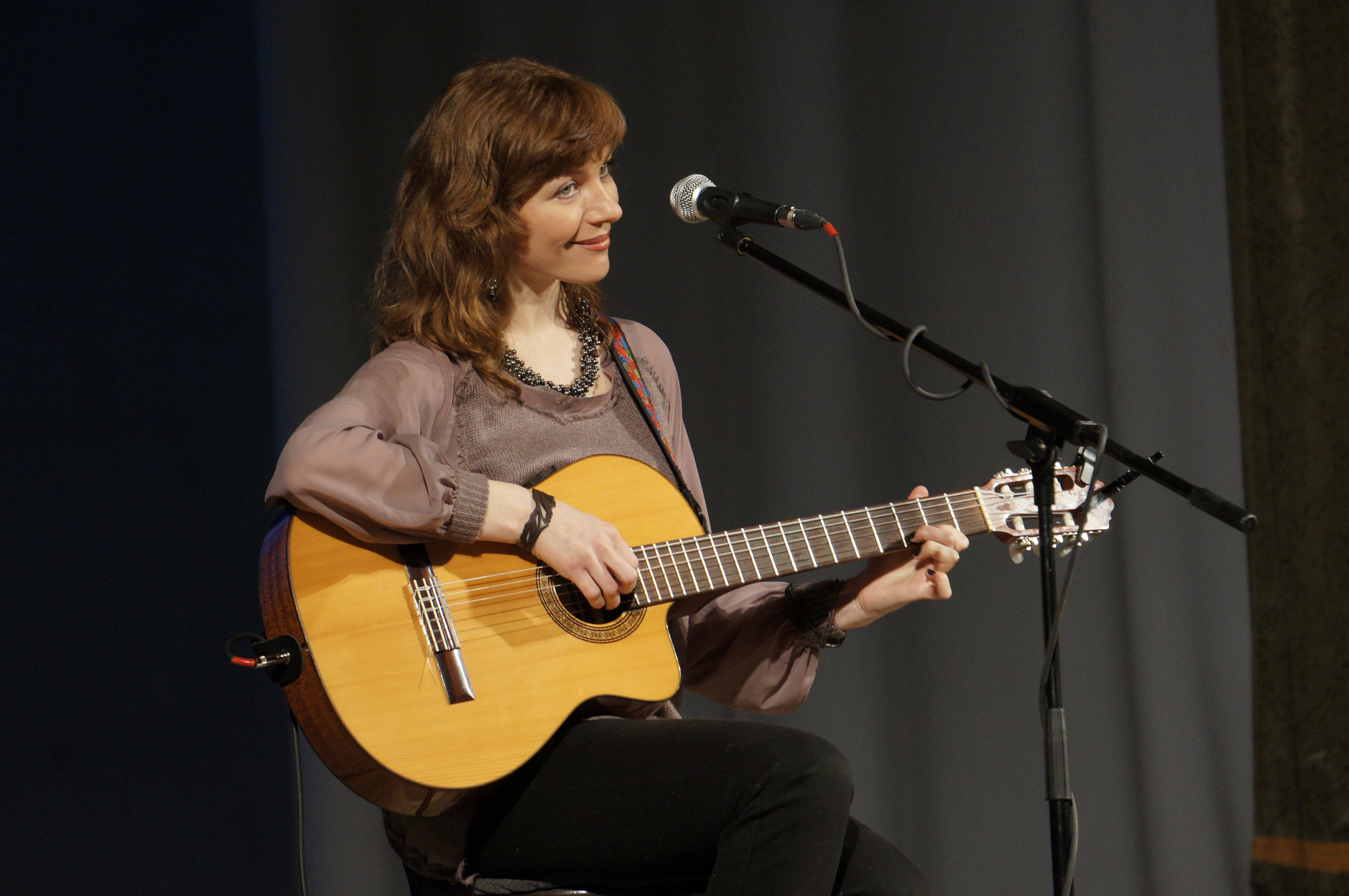
Екатерина Болдырева. Концерт в филармонии Тольятти 16.03.2013

Сейчас в её репертуаре более 300 песен.
Выступала и записывалась со многими коллективами («Уленшпигель», «ГрАссМейстер», «Станция Мир» и др.) и музыкантами, так как предпочитает петь в ансамбле.
В 2012 году создала группу «ул. Лукоморье».

## Фестивали
Принимала участие в фестивалях: Айша (1989—1991), Ульяновск (1988, 1989), Уфа (1989—1992), Балтийская Ухана (1999, 2000, 2002), «Равноденствие» (Казань, 2001), Грушинский (2002), «Петаккорд» (2002), МАМАКАБО (2004, 2005, 2007), «Криптология» (Москва 2007), «Ломы» (Ульяновск).

## Дискография
- 2003 — Колдуны (записан в студии «Сибирский тракт», Казань, 1999 г.)
- 2003 — Поверь! (студия «ОхотникоFF Records», Казань, 2003 г.)
- 2003 — Концерт в «Жёлтой субмарине» (запись 16 июня 2003 года в одноимённом бард-кафе)
- 2004 — Джинсовые песни (студия «ГрАссМейстер», Москва, 2004 г.)
- 2005 — На моей стороне (записан на студии «Bard.ru», Москва, 2005 г.)
- 2005 — Казань (записан в студии «Сибирский тракт», Казань, 2005 г.)
- 2006 — Кирляндия (записан в студии «Сибирский тракт», Казань, 2006 г.)
- 2006 — Издержки любви (записан в студии «Сибирский тракт», Казань, 2006 г.)
- 2007 — Сказки народов Ми (записан на студии «Bard.ru». Москва, 2007 г.)
- 2013 — Новые песни (записан на студии «Bard.ru». Москва, 2013 г.)
- 2018 — Лето, научи (записан в студии «Mangee Records», Казань, 2018 г.)

### Песни и альбомы
- Дискография на сайте Екатерины Болдыревой
- Каталог изданий Екатерины Болдыревой на Bard.ru